# Бельведер (гостиница, Выборг)
«Бельведер» — историческое здание в Выборге, изначально построенное под гостиницу в 1879 году по проекту архитектора Фредрика Оденваля (1843—1890) и вошедшее в историю революционных событий в Российской империи в начале XX века. Здание гостиницы сильно пострадало во время советско-финских войн и в послевоенные годы было приспособлено под жилой дом.

## История
В 1863 году начались работы по засыпке части бухты Салакка-Лахти материалами от разбираемых куртин Рогатой крепости. На отвоёванной у залива территории были проложены Александровский проспект (ныне Ленинградский) и улица Салаккалахти (ныне Набережная 40-летия ВЛКСМ). Угловой участок на перекрёстке новых улиц заняло эклектическое трёхэтажное здание гостиницы, принадлежавшее К. Ф. Эренбургу, который представлялся гостям как одноклассник О.Бисмарка. Ему принадлежало и построенное ранее деревянное здание ресторана и гостиницы «Бельведер», возведённое в разбитом на месте снесённых городских укреплений парке в 1868 году по проекту Ф. Оденваля. Над зданием возвышалась небольшая обзорная башенка, чем и объясняется название. Но первый «Бельведер» сгорел в 1887 году; на его месте появился ресторан «Эспланад-павильон». А строительством каменной гостиницы под старым названием занимался тот же архитектор. В новом здании гостиницы, помимо 37 номеров, имелись актовый и читальный залы. Гостиница считалась лучшей в Выборге, в путеводителях даже было такое изречение: 

Побывать в Выборге и не выпить чашечку кофе с выборгским кренделем в «Бельведере» – это всё равно, что побывать в Риме и не увидеть Папу».
В июле 1906 года актовый зал гостиницы был использован группой депутатов Государственной Думы I созыва, собравшихся в Выборге через 2 дня после её роспуска указом Императора Николая II, для обсуждения и подписания Выборгского воззвания, содержавшего призывы к пассивному сопротивлению властям. В народе воззвание, не имевшее никаких практических последствий, прозвали «Выборгским кренделем», а его составителей — «Выборгскими лягушками». С этим гостиница и вошла в историю.
А в августе того же года в гостинице жили В. И. Ленин и Н. К. Крупская, организовавшие издание в Выборге подпольной политической литературы, о чём свидетельствует установленная в советское время памятная доска: «Здесь, в бывшей гостинице „Бельведер“, в августе 1906 года останавливались В. И. Ленин и Н. К. Крупская в связи с изданием большевистской газеты „Пролетарий“».
Среди других известных постояльцев: поэт О. Э. Мандельштам, приезжавший в Выборг в 1911 году перед поступлением в университет для перехода в христианство в методистской общине; в 1909 году — согласно почтовой открытке того времени — в «Бельведере» останавливалась княжна Евдокия Оболенская; в 1912 году — писательница Сельма Лагерлёф.

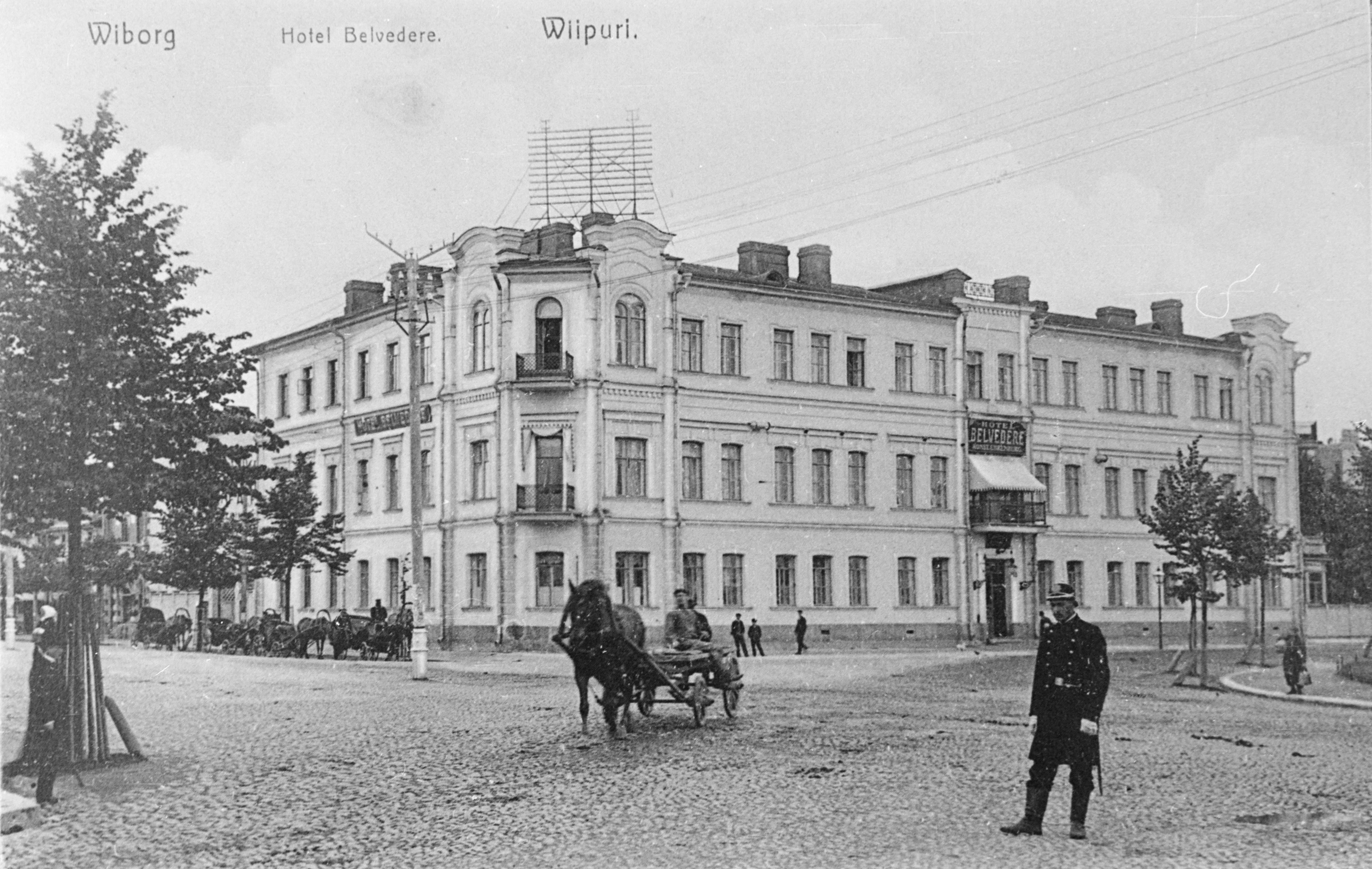
Гостиница в начале XX века
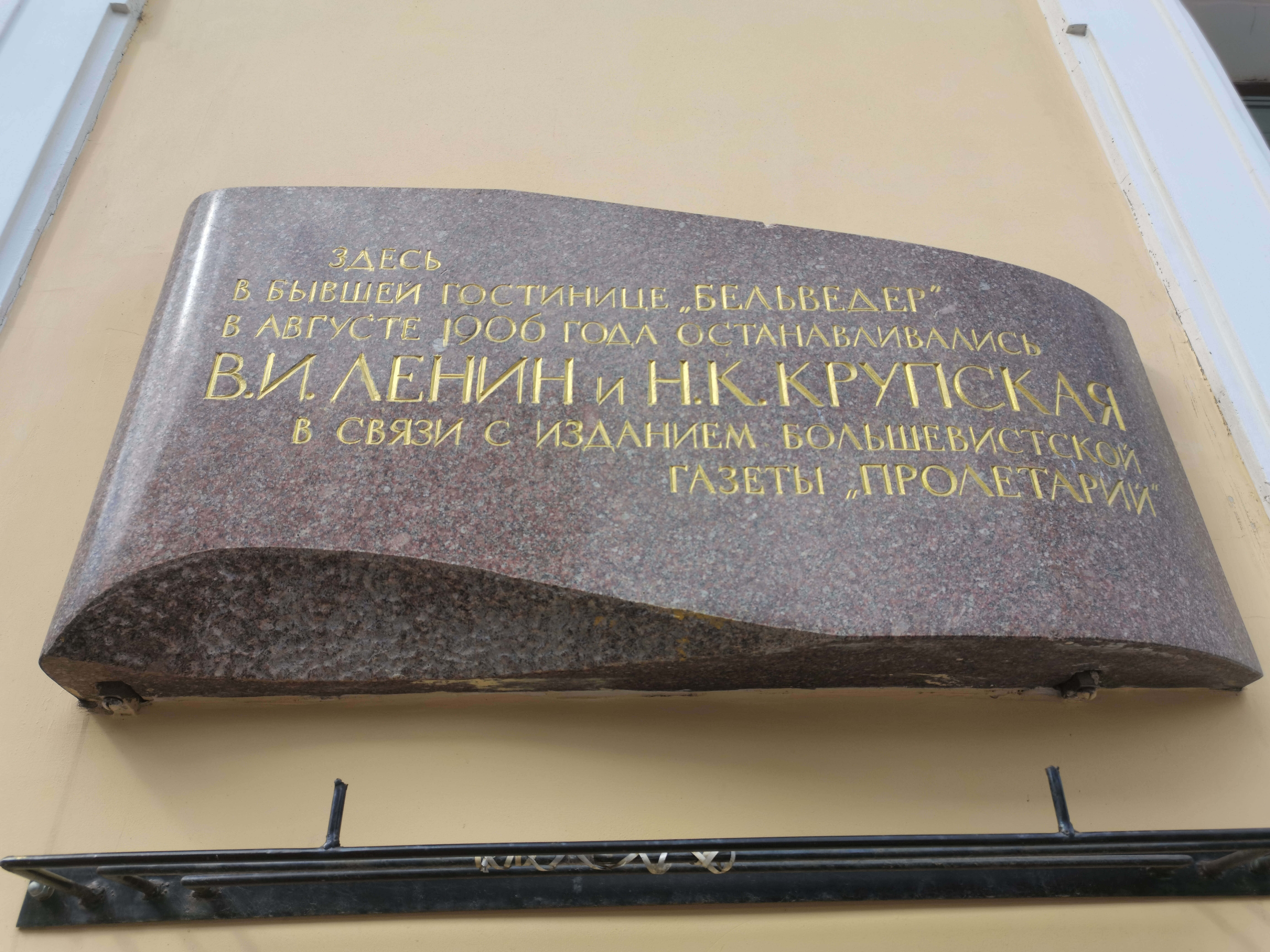
Памятная доска

В ходе Гражданской войны в Финляндии, в апреле 1918 года в «Бельведере» некоторое время размещались штаб финских красногвардейцев и рабочее правительство Финляндии, эвакуировавшееся из Гельсингфорса в Выборг.
В 1919 году архитектором У. Ульбергом был разработан проект, в соответствии с которым для приспособления помещений первого этажа под размещение ресторана «Kulma» («Угол») были расширены окна и пробита угловая дверь. В 1929 году к гостинице было пристроено здание Саво-Карельского банка.
После Великой Отечественной войны выгоревшее здание гостиницы было отремонтировано с восстановлением первоначальных размеров окон первого этажа и переоборудовано под жилой дом. Оно лишилось архитектурных элементов в обработке угла и возвышавшихся над кровлей деталей, и уже не производит того впечатления, которое осталось в воспоминаниях современников. Не сохранилось и посвящённое Выборгскому воззванию живописное панно, изготовленное по заказу владельца гостиницы. В настоящее время на первом этаже здания размещаются магазины и иные организации, второй и третий этажи — жилые. Часть помещений занимает гостевой дом, принявший название старой гостиницы.